# Karlov

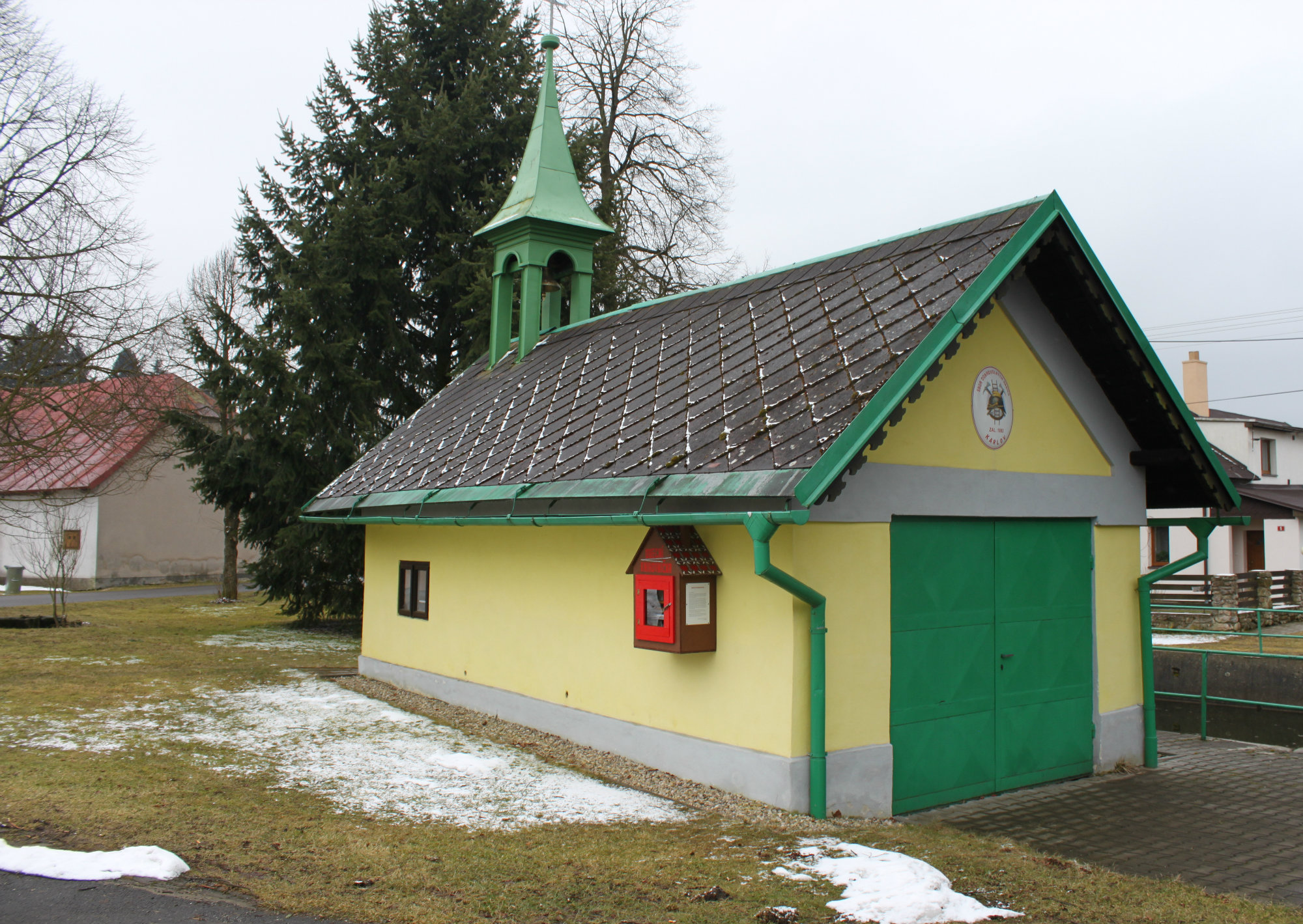
Spritzenhaus

Karlov (deutsch Libinsdorf, auch Liebinsdorf) ist eine Gemeinde in Tschechien. Sie liegt zehn Kilometer nördlich von Žďár nad Sázavou und gehört zum Okres Žďár nad Sázavou.

## Geographie
Karlov befindet sich rechtsseitig des Baches Karlovský potok in den Saarer Bergen. Das zu Böhmen gehörige Dorf liegt nordöstlich des Teiches Velké Dářko (Großer Zdarsko). 500 m östlich des Ortes verläuft die historische Landesgrenze zu Mähren. Nördlich erhebt sich die Kašovka (723 m), im Nordosten der Šindelný vrch (805 m), östlich die Tisůvka (792 m) und die Za Lištinou (720 m). Durch Karlov führt die Staatsstraße 37 zwischen Žďár nad Sázavou und Ždírec nad Doubravou.
Nachbarorte sind Nová Huť im Norden, Cikháj im Osten, Světnov und Škrdlovice im Südosten, Velké Dářko, Nový Mlýn und Polnička im Süden, Račín im Südwesten, Radostín im Westen sowie Vojnův Městec und Borky im Nordwesten.

## Geschichte
Der Ort am Libitzer Steig wurde wahrscheinlich im 13. Jahrhundert im Zuge der Kolonisation des böhmisch-mährischen Grenzgebietes besiedelt. Erstmals urkundlich erwähnt wurde er 1457, als das Zisterzienserkloster Saar einen Klosterhof anlegte. Nach der Auflösung des Klosters im Zuge der Josephinischen Reformen fiel der Karlshof 1784 dem Religionsfonds zu. 1789 wurde der Klosterhof aufgehoben. Der Czaslauer Kreishauptmann Karl von Libin ließ den Hof parzellieren und siedelte 20 deutsche Familianten an. Die neuen Siedler kamen aus Rosendorf und nannten den Ort nach ihrem Gründer Liebinsdorf bzw. Libinsdorf.
Im Jahre 1840 bestand Libinsdorf, auch Karlow bzw. Karlshof genannt, aus 38 Häusern, in denen 234 deutschsprachige Personen lebten. Im Ort gab es eine von den Einwohnern unterhaltene Privatschule sowie ein Einkehrwirtshaus. Haupterwerbsquelle bildete die Garnbleicherei. Pfarrort war Wognomiestetz. 1847 ließ das Landesgubernium auf Wunsch der Bewohner eine öffentliche deutschsprachige Schule einrichten. Bis zur Mitte des 19. Jahrhunderts blieb Libinsdorf dem Allodialgut Wognomiestetz untertänig.
Nach der Ablösung der Patrimonialherrschaften bildete Liebinsdorf/Karel ab 1850 einen Ortsteil der Gemeinde Škrdlovice im Gerichtsbezirk Přibyslau. Ab 1868 gehörte das Dorf zum Bezirk Polna. 1873 wurde Libinsdorf selbständig und 1884 dem  Bezirk Chotěboř zugeordnet. Die Gemeinde bildete bis 1945 eine deutsche Sprachinsel in den Saarer Bergen, während die umliegenden Gebiete seit den Hussitenkriegen tschechischsprachig waren. Nach 1900 entstand in Libinsdorf eine Ortsgruppe des Böhmerwäldischen Nationalvereins. Nach der Gründung der Tschechoslowakei verschärften sich die Konflikte zwischen deutschen und tschechischen Bewohnern. 1919 erfolgte die Gründung einer tschechischen Minderheitenschule. 1924 wurde die deutsche Volksschule in Libinsdorf aufgelöst, nachdem die Schülerzahl auf 19 gesunken war. Zu dieser Zeit besuchten auch tschechische Kinder den deutschsprachigen Unterricht, der Anteil der rein deutschsprachigen Kinder war auf sechs zurückgegangen. Die Schulschließung führte zu einer parlamentarischen Interpellation von Abgeordneten der deutschen Minderheit. Nach dem Ende des Zweiten Weltkrieges wurden die Deutschen aus Karlov vertrieben und tschechische Familien angesiedelt. Seit 1949 gehört Karlov zum Okres Žďár nad Sázavou. 1990 gründete der Glaskünstler Jaroslav Svoboda eine Glashütte, in der er handgeformte Glaswaren fertigt.

## Gemeindegliederung
Für die Gemeinde Karlov sind keine Ortsteile ausgewiesen.

## Sehenswürdigkeiten
- Teich Velké Dářko mit einer Fläche von 206 ha, Erholungsgebiet
- Statue des hl. Hubertus im ehemaligen Hirschgarten
- Glockenturm am Dorfplatz
- Quelle mit Steintrog am Dorfplatz auf dem Gelände der früheren Klosterhofes
- Kreuz, finanziert von der Gräfin Clam-Gallas
- Betsäule
- ehemaliges Tor zum Hirschgarten
- Glashütte Svoboda